# Gnophos creperaria
Gnophos creperaria är en fjärilsart som beskrevs av Nicolas Grigorevich Erschoff 1876. Gnophos creperaria ingår i släktet Gnophos och familjen mätare. Inga underarter finns listade i Catalogue of Life.